# اوسیاکوو
اوسیاکوو (به لهستانی:  Osjaków) یک روستا در لهستان است که در گمینا اوسیاکوو واقع شده‌است. اوسیاکوو ۱٬۲۲۱ نفر جمعیت دارد.